# Bob Corker
Robert Phillips Corker Jr., dit Bob Corker, né le 24 août 1952 à Orangeburg (Caroline du Sud), est un homme d'affaires et homme politique américain. Membre du Parti républicain, il est maire de Chattanooga de 2001 à 2005 et sénateur du Tennessee au Congrès des États-Unis de 2007 à 2019.

## Biographie

### Études et carrière professionnelle
Bob Corker est originaire de Caroline du Sud. Il a 11 ans lorsque ses parents s'installent dans le Tennessee. Diplômé en 1974 de l'université du Tennessee, il travaille pendant quatre ans comme superintendant dans la construction. Il fonde ensuite sa propre compagnie de construction, Bencor, qu'il revend en 1990.
En 1999, il achète les deux plus grandes compagnies immobilières de Chattanooga, faisant de lui le plus important propriétaire immobilier du comté de Hamilton. Il les revend en 2006 après qu'elles font de lui un multi-millionnaire.

### Carrière politique
En 1994, il se présente aux primaires républicaines pour les élections sénatoriales en vue de défaire le sortant Jim Sasser, membre du Parti démocrate, mais est battu par Bill Frist par 44,3 % des voix contre 32,2 %. L'année suivante, Corker est nommé commissaire des Finances et de l'Administration du Tennessee, sous le mandat du gouverneur Don Sundquist. De 2001 à 2005, il est maire de Chattanooga, où son mandat est marqué par l'adoption d'un important projet de revitalisation de la ville, des berges de la rivière Tennessee, qui la traverse, ainsi que la restauration du pont historique de la rue Walnut, deuxième pont piétonnier le plus long de l'État après celui de Nashville.
En 2004, il annonce son intention de succéder à Bill Frist au Sénat des États-Unis après la décision de ce dernier de ne pas se représenter. Corker remporte l'investiture républicaine lors des primaires avec 48 % des suffrages contre 34 % à Ed Bryant (en) et 17 % à Van Hilleary (en), tous deux anciens représentants fédéraux. Le 7 novembre 2006, il est élu sénateur avec 50,7 % des voix face au démocrate Harold Ford Jr. qui obtient 48 % des suffrages. Il est le seul nouveau sénateur républicain élu lors des élections de mi-mandat du président George W. Bush. Il siège au Sénat à partir du 3 janvier 2007.

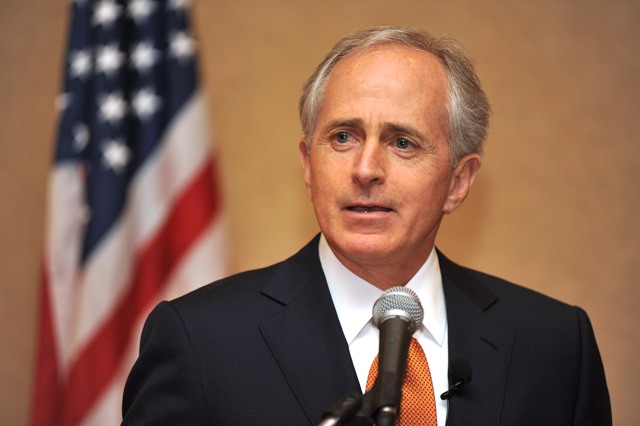
Bob Corker en 2009 à Franklin, pour parler des questions de logement.

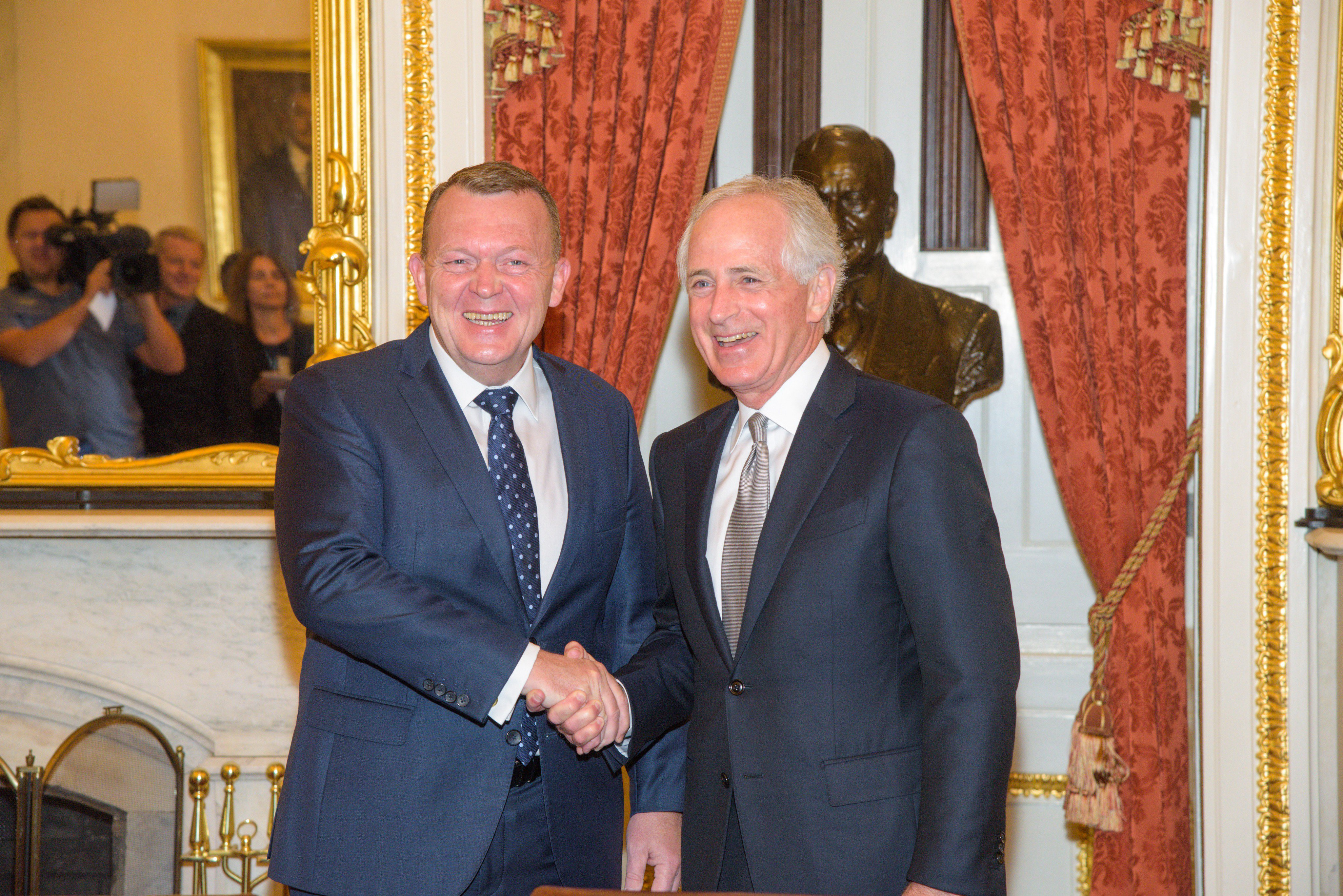
Corker (droite) dans son rôle de président du Comité des affaires étrangères, accueillant au Capitole le Premier ministre danois Lars Løkke Rasmussen (2017).

Réélu en 2012 par 64,9 % des voix face au démocrate Mark Clayton (30,4 %), il est cité comme possible candidat du Parti républicain à la vice-présidence pour la campagne présidentielle de 2016 au côté de Donald Trump. Présidant à partir de 2015 le Comité sénatorial des affaires étrangères, il est considéré après la victoire de Trump comme l'un des principaux prétendants au poste de secrétaire d'État des États-Unis. L'homme d'affaires Rex Tillerson est finalement choisi par le président nouvellement élu.
En septembre 2017, après plusieurs mois d'hésitations, Corker annonce qu'il ne sera pas candidat à sa réélection lors des élections de 2018, dans un climat de défiance envers le président Trump. Il déclare en octobre suivant que le comportement de ce dernier « pourrait mettre les États-Unis sur la voie de la Troisième Guerre mondiale », ajoutant : « Il m'inquiète. Il devrait inquiéter quiconque se soucie de notre nation ». Trump affirme que Corker renonce à un troisième mandat en raison du fait qu'il ne peut obtenir le soutien du président, impératif pour pouvoir gagner l'élection selon lui, en dépit du fait qu'il déclare deux mois auparavant être prêt à le soutenir. Corker réplique par la suite : « Il est dommage que la Maison-Blanche soit devenue une garderie pour adultes. Quelqu'un a manifestement manqué son quart de travail ce matin ». En décembre 2018, quelques jours avant la fin de son mandat, alors que le président s'en prend de nouveau à lui, il utilise le hashtag sur Twitter #AlertTheDaycareStaff (« AlertezLePersonnelDeLa Garderie »).

## Opinions politiques
Corker se définit comme un conservateur fiscal. Sur les questions sociales, il est moins clair. Ainsi, en 1994, il exprime une position nuancée et progressiste du droit à l'avortement puis en 2006, à l'occasion des élections sénatoriales, exprime une conception plus conservatrice, déclarant être hostile à l'avortement sauf dans les cas de viol, d'inceste et de mise en danger de la vie de la mère.
En 2018, parlant d'une crise de valeurs au sein du Parti républicain, il affirme : « Cela devient presque une chose sectaire, n'est-ce pas? Et ce n'est pas un bon endroit pour qu'un parti se retrouve avec une situation de type sectaire en ce qui concerne un président qui se trouve être, prétendument, du même parti ».
Il bénéficie de dons de la part de lobbyistes de l'Arabie saoudite pour le financement de ses campagnes électorales. Le royaume entendrait notamment faire obstacle à une législation en suspens qui permettrait aux victimes des attentats du 11 septembre 2001 d'entreprendre des poursuites contre lui.